# Diário Insular

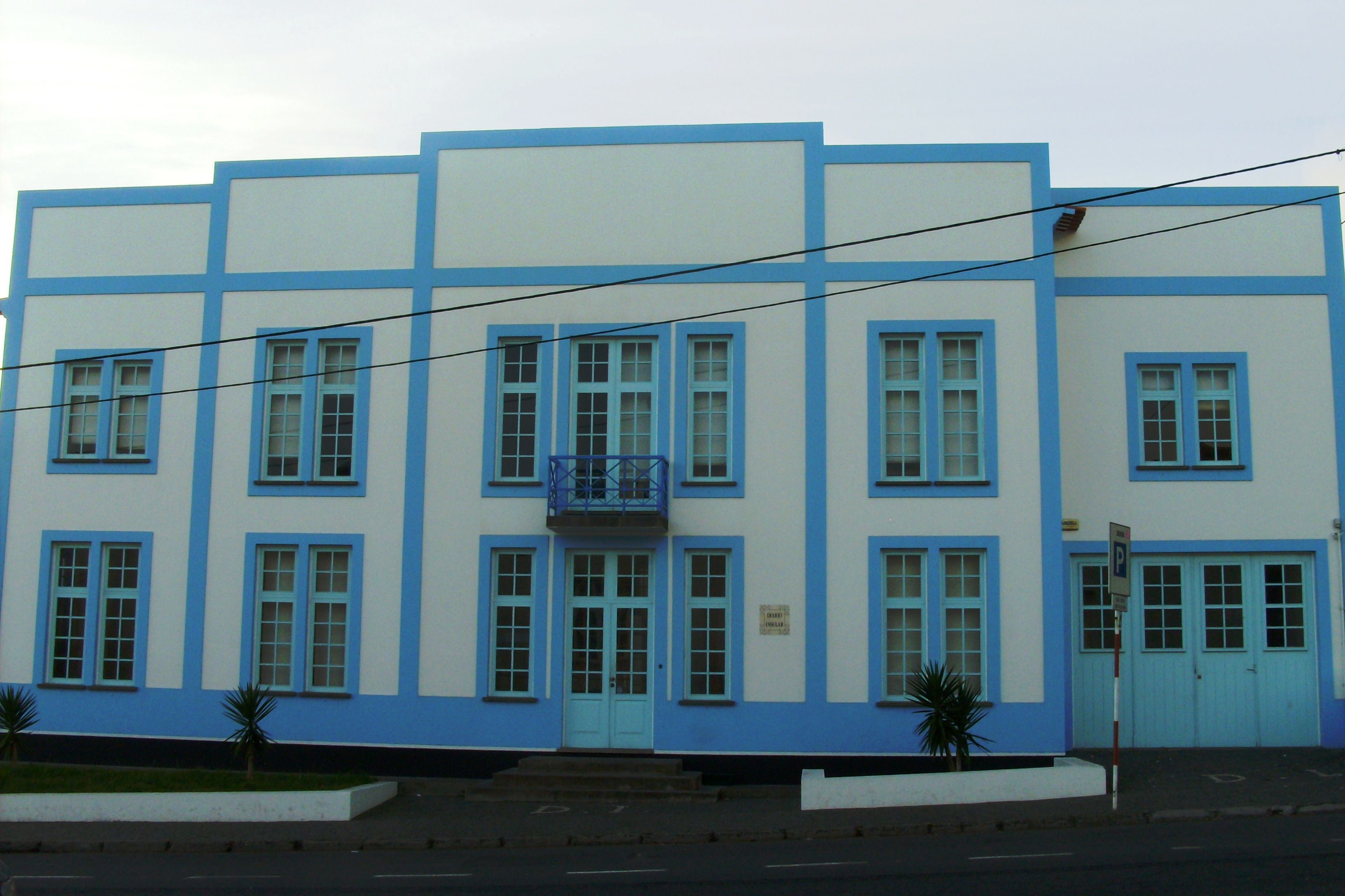
Edifício-sede do "Diário Insular", Angra do Heroísmo.

O Diário Insular é um periódico diário açoriano, publicado na ilha Terceira.
Com redação na cidade de Angra do Heroísmo, é de propriedade da Sociedade Terceirense de Publicidade e tem como director José Lourenço.
Constitui-se num veículo de informação regular não apenas sobre a Terceira, mas também sobre o arquipélago em geral.

## História
Foi fundado em 1946 por diversas personalidades terceirenses entre as quais Cândido Pamplona Forjaz que foi seu diretor de 1962 a 1974. .